# Hajhirgebergte
Het Hajhirgebergte (Arabisch: هجهر) is een bergketen op het Jemenitische eiland Socotra. Het is het hoogste deel van het eiland.

## Naam
De naam Hajhir (Soqotri: هَجْهِر) is waarschijnlijk afgeleid van het Arabisch. Meest waarschijnlijk van het woord ḥijr (حِجْر; "steen"). Een andere mogelijke oorsprong is het Arabische woord hajar (هجر; "vluchten").

## Geografie
Het grillige gebergte ligt in het noordoostelijke deel van het eiland in het binnenland. In het gebied van de hoogste groep van pieken bevinden zich onder meer de steile toppen van het hoogste punt van het eiland, de dubbelpiek Mashanig of Jabal Skand met 1.519 meter. Andere toppen zijn de Girhimitin, Hazrat Muqadriyoun en de Herem Hajhir. Het Hajhirgebergte is moeilijk toegankelijk en wordt doorkruist door diepe kloven. Aan de voet van de bergketen ligt Hadiboh, de hoofdplaats van het eiland.
De bergketen is het makkelijkst te bereiken via de vallei ten noorden van Hadiboh. Nomadische geitenherders hebben een lange geschiedenis van het beklimmen van het Hajhirgebergte. Uit een onderzoek uit 2014 naar de mondelinge verteltradities van de Soqotrische bevolking bleek dat een aantal populaire mythen verhalen vertellen over de beklimmingen door lokale geitenhoeders in het hele gebied. Volgens antropoloog Christopher Elliott laten veel verslagen een sterke mondelinge overdrachtsketen zien waarin mythische karakters verbonden werden met daadwerkelijke premoderne beklimmingen.

## Geologie
Het gebergte vormt een asymetrische boog. De kern van het gebergte bestaat uit vulkanisch Precambrisch gesteente. Daaronder bevinden zich ongeveer 720 miljoen jaar oud peralkalien graniet en gabbro met hoornblendes en biotieten. De kristallijne rotsen strekken zich uit over een lengte van ongeveer 40 kilometer gemeten van oost naar west bij een breedte van 25 kilometer van noord naar zuid. Rond de bergen bevinden zich een aantal kalksteenplateaus, die bij het zuidwestelijke Diksamplateau oprijzen tot 1000 meter boven zeeniveau.

## Flora en fauna
Delen van het gebergte vormen onderdeel van de terrestrische ecoregio droge struwelen van Socotra, die bekend staat om zijn vele endemische soorten. In het gebergte leven meer dan honderd soorten die endemisch zijn op Socotra en hiervan leeft de helft enkel in deze bergen. De flora is er meer divers dan op de rest van het eiland dankzij vochthoudende wolken die er overdrijven.
De grootste bossen van de endemische drakenbloedbomen staan in Rokeb di Firmihin in het zuidwestelijk deel van het gebergte. De endemische zeggesoort Carex socotrana, werd in 2017 ontdekt nabij de hoogste top Mashanig.
Een endemische vogelsoort is de Socotrahoningzuiger, waarvan nog ongeveer 50 individuen leven op de noordelijke uitlopers van het gebergte. Een meer voorkomende soort in het gebergte is de aasgier.

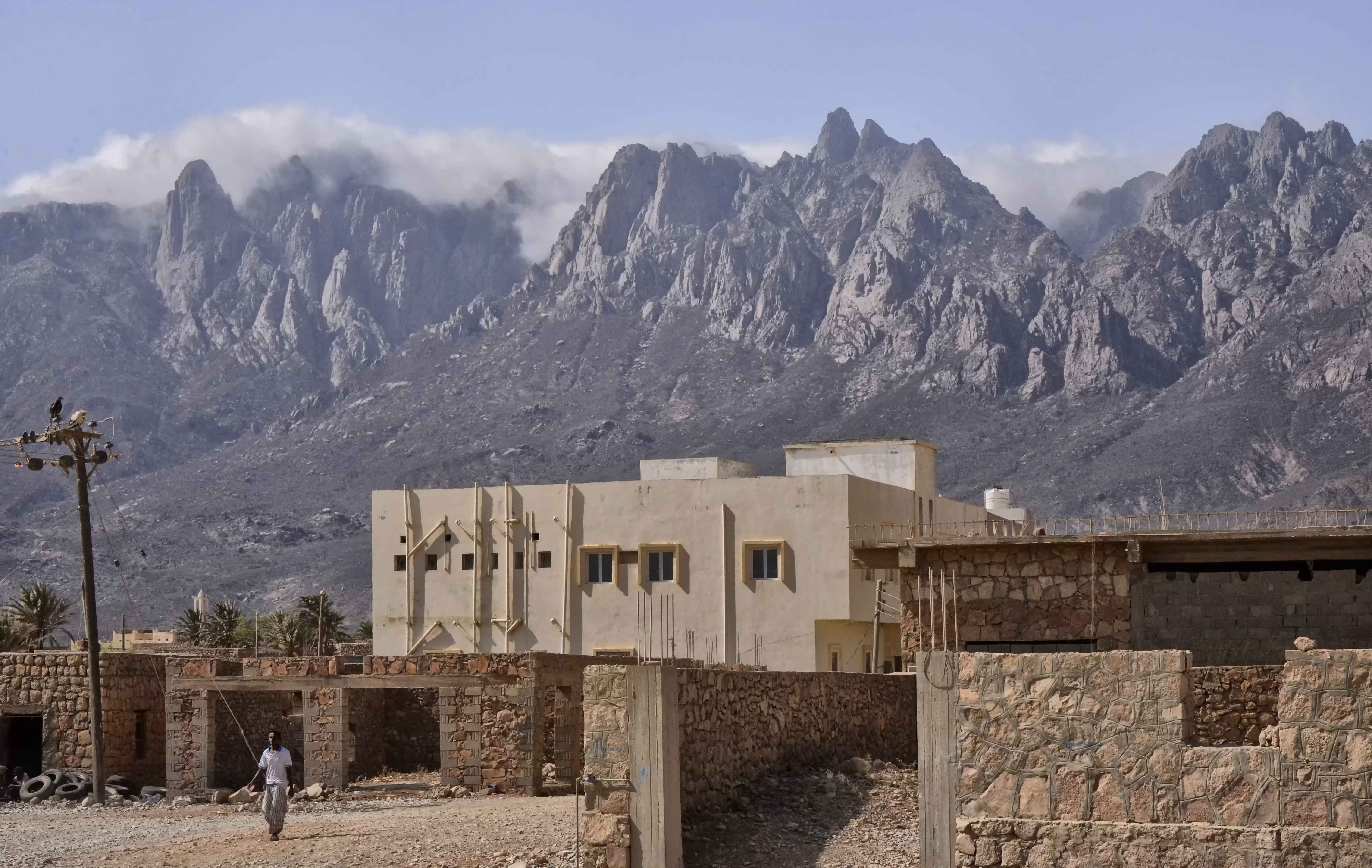
De rostachtige pieken van het Hajhirgebergte gezien vanuit Hadiboh.
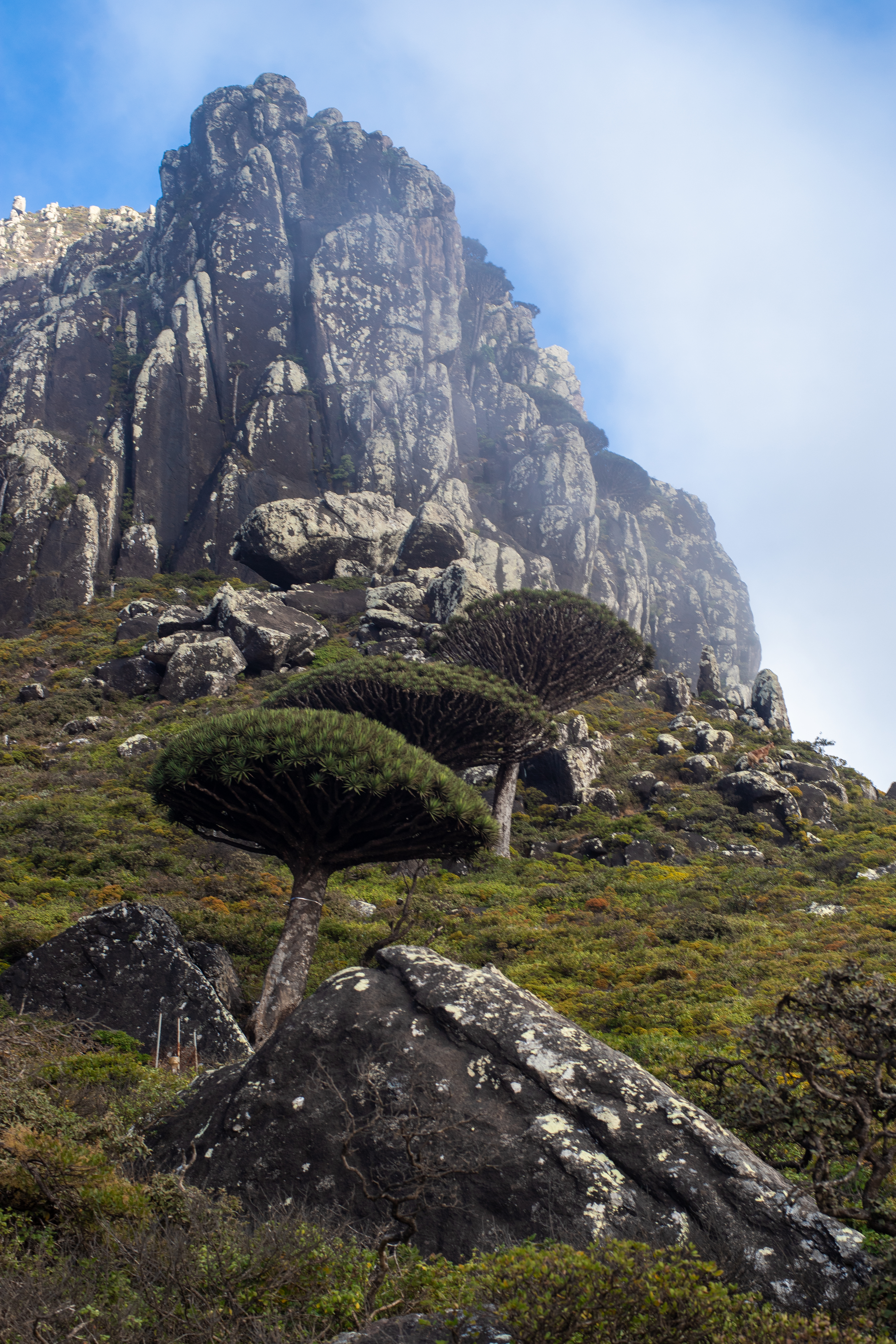
De Mashanig of Jebal Skand met een drietal drakenbloedbomen op de voorgrond.
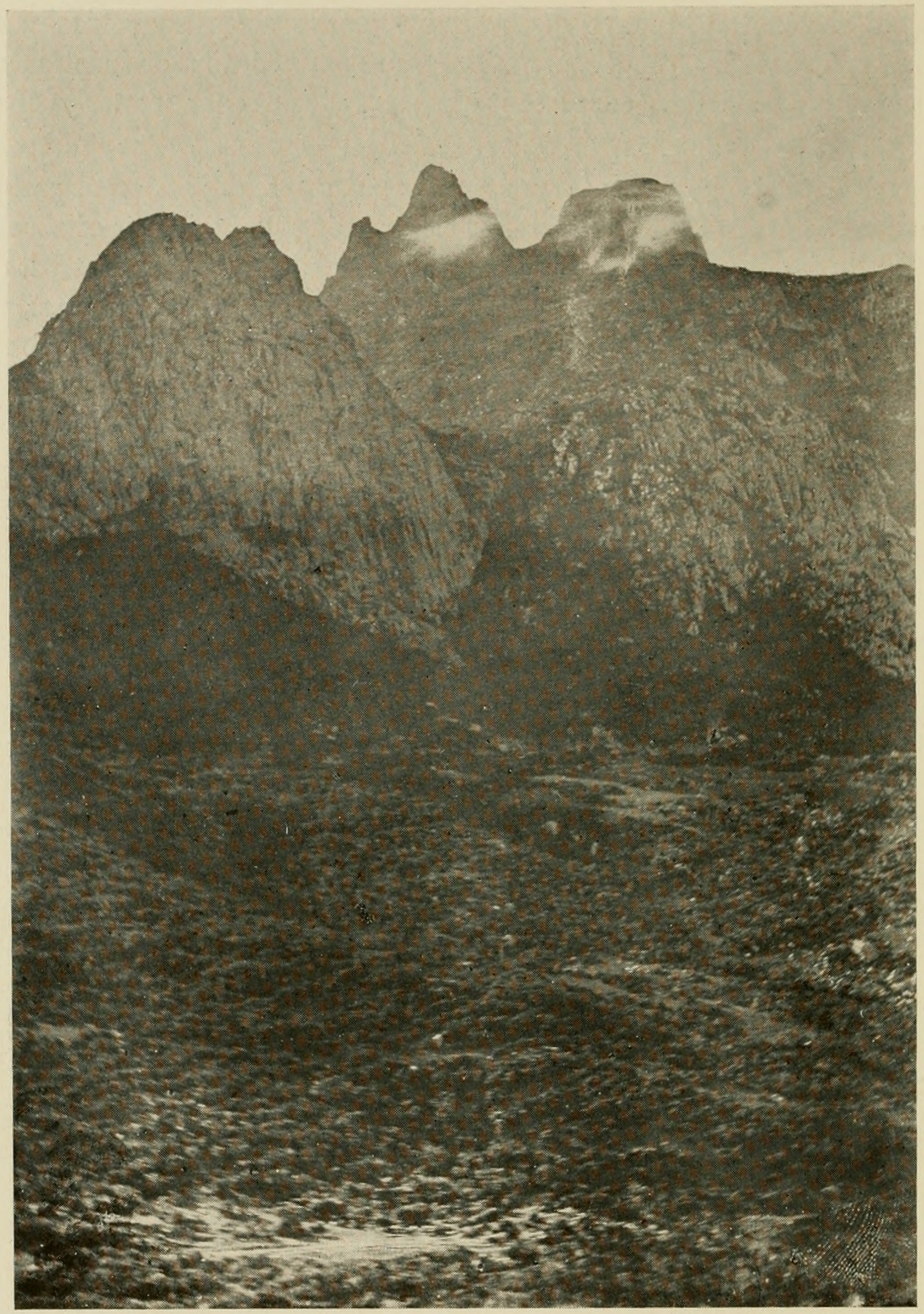
De beide tweelingpieken gezien tijdens een Britse expeditie in 1899 van William Robert Ogilvie-Grant en Henry Ogg Forbes.